# Agrosaurus
Agrosaurus (grekisk agros som betyder "fält" och sauros som betyder "ödla", "fält ödla") är namnet som ges till resterna av det som ursprungligen troddes vara en trias prosauropod från Australien. Agrosaurus skulle därmed vara den äldsta dinosauren från det landet. Detta verkar dock ha varit ett fel och materialet verkar faktiskt komma från Thecodontosaurus eller ett Thecodontosaurus- liknande djur från Bristol, England. Typarten är Agrosaurus macgillivrayi.